# Tore Keller
Tore Keller (Norrköping, 4 de janeiro de 1905 - 15 de julho de 1988) foi um futebolista sueco, que atuou como atacante, medalhista olímpico e participante de duas Copas do Mundo. 

## Carreira
Ele foi membro da seleção sueca, a qual conquistou a medalha de bronze no campeonato de futebol realizado nos Jogos Olímpicos de 1924.
Em sua carreira clubística, disputou partidas pelo IK Sleipner e pela Suécia, tendo disputado a Copa do Mundo FIFA de 1934 e a Copa do Mundo FIFA de 1938. Em um jogo de 1938, ele marcou um hat-trick na vitória de 8-0 sobre a Cuba. 